# اریک دلتانگ
اریک دلتانگ (انگلیسی: Éric Delétang؛ زادهٔ ۵ فوریهٔ ۱۹۶۶) بازیکن فوتبال اهل الجزایر است.
از باشگاه‌هایی که در آن بازی کرده‌است می‌توان به باشگاه فوتبال لو آور، باشگاه فوتبال موناکو، باشگاه فوتبال آنژه، و باشگاه فوتبال لوریان اشاره کرد.